# Лема про накачку
Лема про накачку (англ. pumping lemma) в теоретичній інформатиці описує властивість певних класів формальних мов. В багатьох випадках за допомогою цієї леми можна довести, що певна формальна мова є не регулярною або не безконтекстною.
Свою назву лема отримала з англійського дієслова to pump (укр. накачувати).В теорії формальних мов, лема про накачку для певної мови стверджує, що мова належить класу мов, якщо будь-який досить довгий рядок в мові що містить проміжок який може бути вилучений, чи повторений довільну кількість разів, і отриманий в результаті рядок теж належить мові. Доведення цих лем зазвичай комбінаторне, і може використовувати принцип Діріхле.
Два найважливіші приклади - лема про накачку для регулярних мов та лема про накачку для контекстно-вільних мов. Лема Огдена - інша, сильніша лема про накачку для контекстно-вільних мов.
Ці леми можуть бути використані для визначення чи дана мова не належить даному класу мов, і не можуть використовуватись для доведення факту приналежності мови класу, через те, що лема про накачку є тільки необхідною, а не достатньою умовою належності класу. 

## Регулярні мови

### Лема про накачку для регулярних мов
Для кожної регулярної мови {\displaystyle L} існує натуральне число {\displaystyle n}, таким чином, що виконується: Кожне слово {\displaystyle z} в {\displaystyle L} з найкоротшою довжиною {\displaystyle n} можна розкласти як {\displaystyle z=uvw} з наступними властивостями:
1. Обидва слова {\displaystyle u} та {\displaystyle v} разом мають довжину максимум {\displaystyle n}. Тобто {\displaystyle |uv|\leq n}.
2. Слово {\displaystyle v} повинно бути не пустим, іншими словами, складатися з одного чи більше символів. Тобто {\displaystyle |v|\geq 1}.
3. Для кожного натурального числа (включаючи нуль) {\displaystyle i} слово {\displaystyle uv^{i}w} належить мові {\displaystyle L}, тобто слова {\displaystyle uw}, {\displaystyle uvw}, {\displaystyle uvvw}, {\displaystyle uvvvw} і т.д. всі належать мові {\displaystyle L}.

Крім регулярних мов існують також нерегулярні мові, для яких ця лема виконується. Необхідну та достасню умову для регулярних мов надають теорема Майхілла-Нероуда чи лема про накачку Яффе.

### Українською
- Гаврилків В. М. Формальні мови та алгоритмічні моделі. — І.-Ф.  : Голіней, 2023. — 180 с.

### Іншими мовами
- Michael Sipser (1997). Introduction to the Theory of Computation. PWS Publishing. ISBN 0-534-94728-X. Section 1.4: Nonregular Languages, pp. 77–83. Section 2.3: Non-context-free Languages, pp. 115–119.
- Thomas A. Sudkamp (2006). Languages and Machines, Third edition. Adison Wesley. ISBN 0-321-32221-5. Chapter 6: Properties of Regular Languages pp. 205–210